# Patrik Sandell
Patrik Sandell (ur. 21 kwietnia 1982) – szwedzki kierowca rajdowy. W 2006 roku zwyciężył w serii Junior WRC.
Swoją przygodę z motosportem Sandell w Szwecji, gdzie jako nastolatek startował w zawodach rallycrossowych. Debiut rajdowy zaliczył w 1999 roku. W 2005 roku zadebiutował w Rajdowych Mistrzostwach Świata. Pilotowany przez Emila Axelssona i jadący Renaultem Clio RS nie ukończył wówczas Rajdu Szwecji z powodu awarii skrzyni biegów. W 2006 roku wystartował Renaultem Clio S1600 w serii Junior World Rally Championship. Dzięki wygranej w Rajdzie Sardynii i zajęciu 2. miejsca w Rajdzie Szwecji oraz Rajdzie Argentyny wywalczył mistrzostwo JWRC. W 2007 roku zajął 6. pozycję w JWRC, a w 2008 roku - 5. pozycję ex aequo z Michałem Kościuszko i Alessandro Bettegą. Z kolei w 2009 roku jadąc Škodą Fabią S2000 był 4. w klasyfikacji Production Car WRC (wygrał Rajd Norwegii i Rajd Cypru).
W 2005 roku Sandell osiągnął sukces na rodzimych trasach. Zwyciężył w klasie N3 w mistrzostwach Szwecji.
W 2013 dołączył do zespołu Olsbergs MSE startującego w Global RallyCross Championship. Podczas pierwszej rundy rozgrywanej w Foz de Iguazu zajął trzecie miejsce. Kolejny raz na podium stanął podczas czwartej rundy  na torze New Hampshire Motor Speedway, gdzie był drugi. Podczas wchodzących w skład X-Games zawodów w Los Angeles był ósmy. Dzień wcześniej udało mu się wywalczyć srebrny medal w zawodach Gymkhana Grid po przegranej w finale z Tannerem Foustem. W trakcie sezonu sześciokrotnie awansował do finału. Udało mu się uzbierać 89 punktów, dzięki czemu został sklasyfikowany na szóstej pozycji w klasyfikacji generalnej. 
W kolejnym sezonie tylko raz nie znalazł się w finale. Podczas zawodów rozgrywanych na parkingu przed RFK Stadium odniósł swoje pierwsze zwycięstwo w GRC, a zarazem jedyne podium w sezonie. Na X Games awansował do finału, w którym zajął szóste miejsce. Sezon zakończył na szóstym miejscu. 

## Występy w mistrzostwach świata
| Sezon | Zespół         | Samochód                                                     | 1        | 2       | 3          | 4             | 5         | 6          | 7             | 8         | 9         | 10              | 11            | 12              | 13              | 14        | 15            | 16              | Punkty | Miejsce |
| ----- | -------------- | ------------------------------------------------------------ | -------- | ------- | ---------- | ------------- | --------- | ---------- | ------------- | --------- | --------- | --------------- | ------------- | --------------- | --------------- | --------- | ------------- | --------------- | ------ | ------- |
| 2005  | Patrik Sandell | Renault Clio RS                                              | Monako   | NU      | Meksyk     | Nowa Zelandia | Włochy    | Cypr       | Turcja        | Grecja    | Argentyna | Finlandia       | Niemcy        | Wielka Brytania | Japonia         | Francja   | Hiszpania     | Australia       | 0      | -       |
| 2006  | Patrik Sandell | Renault Clio S1600                                           | Monako   | 20      | Meksyk     | Hiszpania     | Francja   | 22         | 15            | Grecja    | Niemcy    | 34              | Japonia       | Cypr            | 30              | Australia | Nowa Zelandia | 33              | 0      | -       |
| 2007  | Patrik Sandell | Renault Clio R3                                              | Monako   | Szwecja | 21         | Meksyk        | 53        | Argentyna  | 31            | Grecja    | 18        | NU              | Nowa Zelandia | NU              | Francja         | Japonia   | Irlandia      | Wielka Brytania | 0      | -       |
| 2008  | Patrik Sandell | Peugeot 207 S2000 Renault Clio S1600 Mitsubishi Lancer Evo 9 | Monako   | 11      | 13         | NU            | NU        | 26         | NU            | 12        | 21        | Niemcy          | 11            | 23              | 28              | Japonia   | NU            |                 | 0      | -       |
| 2009  | Patrik Sandell | Škoda Fabia S2000                                            | Irlandia | 12      | 9          | NU            | Argentyna | 10         | 24            | Polska    | 18        | NU              | Hiszpania     | 22              |                 |           |               |                 | 0      | -       |
| 2010  | Patrik Sandell | Škoda Fabia S2000                                            | 15       | Meksyk  | 23         | Turcja        | 12        | Portugalia | Bułgaria      | 11        | 10        | Japonia         | 10            | Hiszpania       | 14              |           |               |                 | 2      | 23.     |
| 2011  | Patrik Sandell | Škoda Fabia S2000                                            | 11       | Meksyk  | Portugalia | Jordania      | Włochy    | Argentyna  | Grecja        | Finlandia | Niemcy    | Australia       | Francja       | Hiszpania       | Wielka Brytania |           |               |                 | 0      | –       |
| 2012  | Mini WRC Team  | Mini John Cooper Works WRC                                   | Monako   | 8       | Meksyk     | NU            | Argentyna | Grecja     | Nowa Zelandia | Finlandia | Niemcy    | Wielka Brytania | Francja       | Włochy          | Hiszpania       |           |               |                 | 4      | 24.     |

| 2013 | Olsbergs MSE | Ford Fiesta | FOZ 3 | MON1 8 | MON2 13 | NH 2   | BRI 5  | LA 8  | ATL 11 | CHA 13 | LVV 7 |       | 89  | 6 |
| 2014 | Olsbergs MSE | Ford Fiesta | BAR 8 | AUS 6  | WAS 1   | NJO 10 | CHA 13 | DAY 4 | LA1 5  | LA2 7  | SEA 7 | LV 10 | 246 | 6 |